# Martin Grabert
Martin Grabert   (Choszczno, 15 de maig de 1868 - Berlín, 23 de gener de 1951) fou un director d'orquestra, organista i compositor alemany.
Estudià en la Friedrichs-Realgymnasium de Berlín, i després la música amb els professors Bellermann i Bargiel, en l'Akademisches Institut fuer Kirchenmusik i al Preußische Akademie der Künste, art que ja havia començat aprendre als nou anys amb un oncle seu. Des de 1894 fins al 1895 fou director d'orquestra a Rostock; des de 1895 fins al 1897 fou organista i director de cor de la Kaiser-Friedrich-Gedächtniskirche de Berlín i més tard de la Dorotheenstädtische Kirche i Markus-Kirche.
Va escriure Geistliche und weltliche a cappella-Musik, cantates, duets i càntics religiosos, entre ells: O Tod, wie bitter bist du; Hanna und Simon; Der Herr ist mein Licht, etc.